# Marie-Louise von Motesiczky

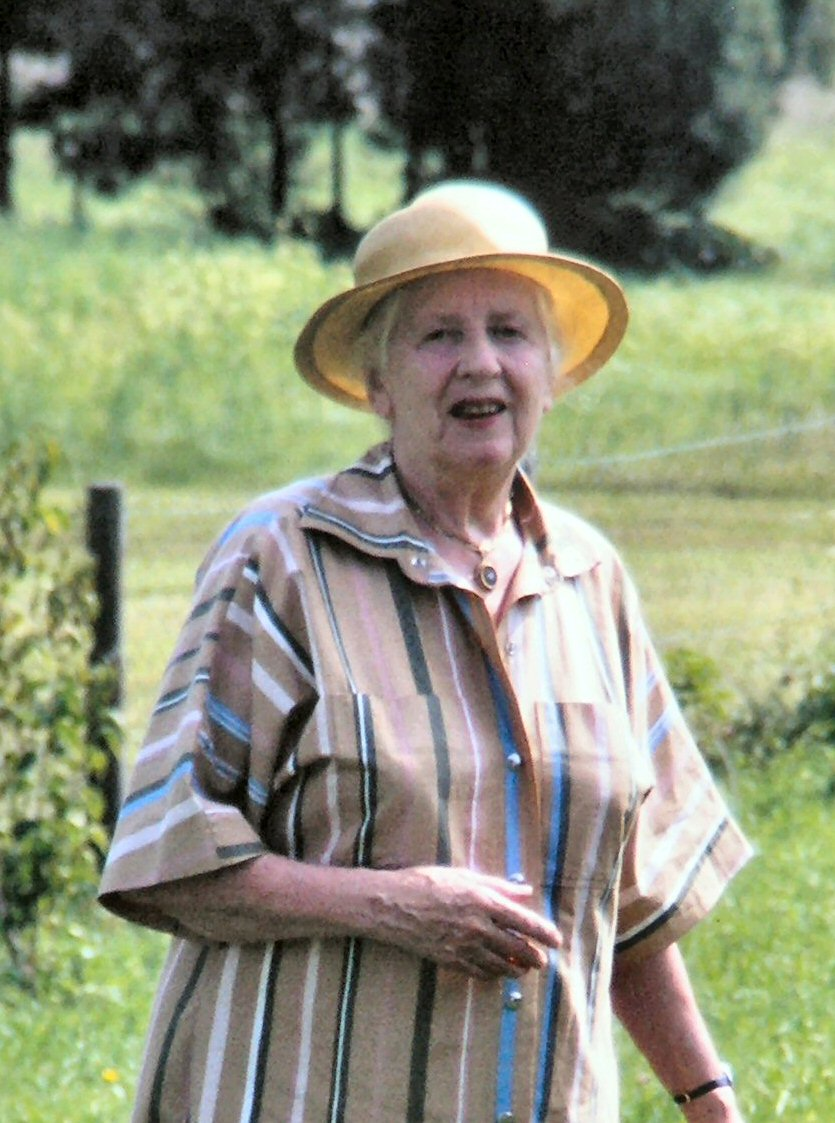
Marie Louise von Motesiczky, 1988

Marie-Louise von Motesiczky (* 24. Oktober 1906 in Wien, Österreich-Ungarn; † 10. Juni 1996 in London) war eine österreichische Malerin.

## Leben
Marie-Louise von Motesiczky wurde am 24. Oktober 1906 in Wien geboren. Ihr Vater Dr. Edmund von Motesiczky (Motesiczky von Kesseleökeö) entstammt einer Familie des ungarischen Uradels und starb (als ungarischer Staatsbürger, zuständig nach Moravan) am 12. Dezember 1909 in Wien. Ihre Mutter Henriette, geborene von Lieben (1882–1978), kam aus einer jüdischen Wiener Bankiersfamilie und war Schwester des Erfinders der Radioröhre Robert Hermann von Lieben. Marie-Louises älterer Bruder Karl Motesiczky (1904–1943) blieb nach dem Anschluss Österreichs in Hinterbrühl, verhalf zahlreichen Menschen zur Flucht aus dem Großdeutschen Reich, wurde denunziert und starb 1943 im KZ Auschwitz. Ihre Großmutter Anna von Lieben ging als eine der ersten Patientinnen Sigmund Freuds in die Geschichte der Psychologie ein. Ihre Urgroßmutter Sophie von Todesco (1825–1895) führte im monumentalen Palais Todesco einen namhaften Künstlersalon in Wien, zu dessen Gästen u. a. Johann Strauss, Anton Rubinstein, Hugo von Hofmannsthal und Henrik Ibsen zählten. Mit dem Adelsaufhebungsgesetz 1919 verlor sie ihre Adelstitel.
Als junge Frau studierte sie an der Städelschule in Frankfurt am Main bei Max Beckmann (1884–1950). Beckmann beeinflusste sie künstlerisch sehr; er wurde ihr Mentor und war lebenslang ein Freund.
Nach dem Anschluss Österreichs im März 1938 floh sie mit ihrer Mutter zuerst in die Niederlande, wo sie im Jahr 1939 ihre erste Einzelausstellung hatte. Kurz darauf floh sie weiter über London nach Amersham, wo sie bis zum Ende des Zweiten Weltkriegs lebte. Von 1945 bis zu ihrem Tod lebte sie in London-Hampstead.

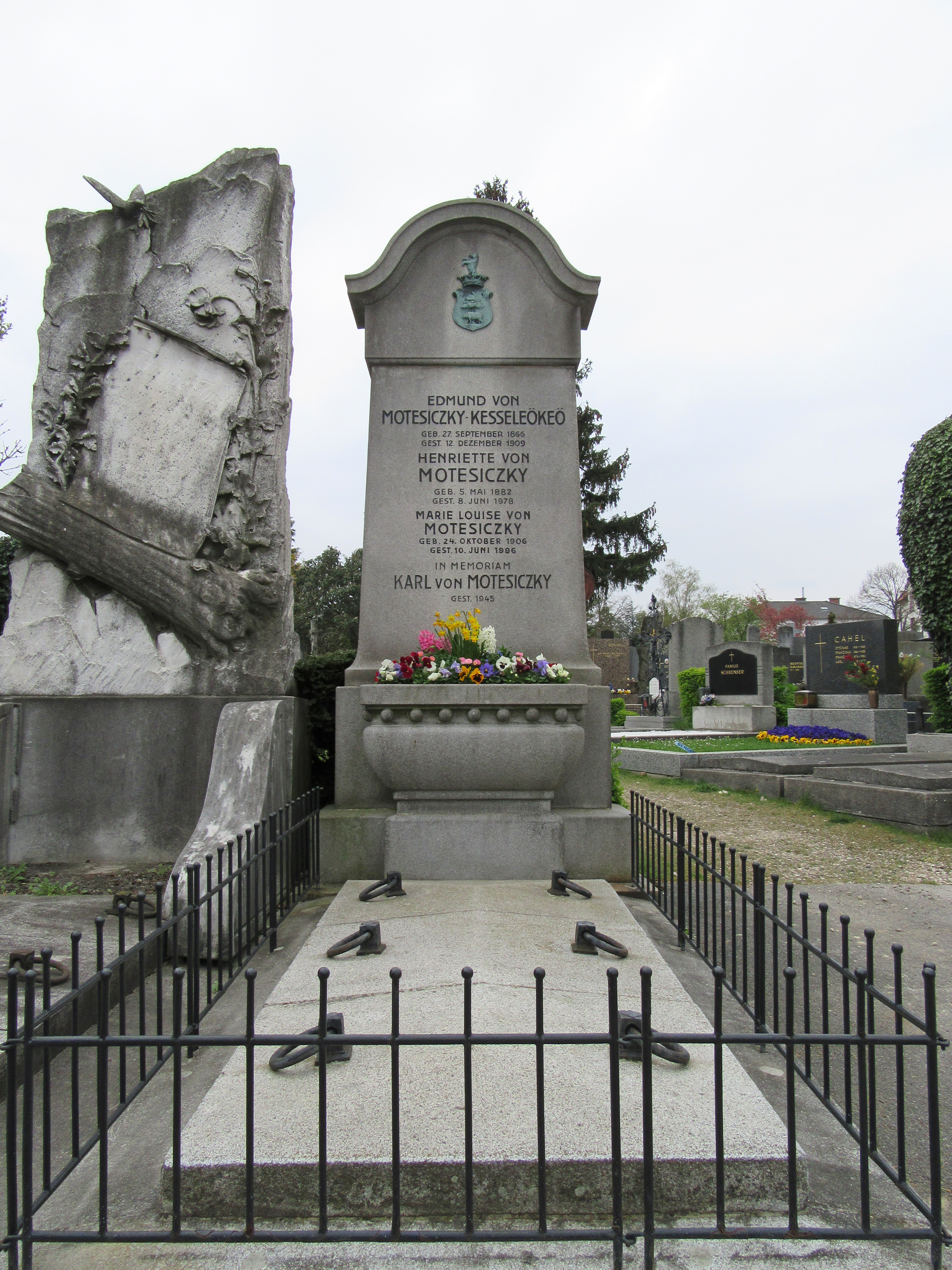
Grab von Marie-Louise von Motesiczky auf dem Döblinger Friedhof

In London vertiefte sie die Bekanntschaft mit Oskar Kokoschka (1896–1980), den sie schon aus Jugendtagen in Wien kannte und der ein Freund der Familie gewesen war. Sie wurde eine Freundin und Geliebte des Dichters Elias Canetti; dieser schrieb 1942 die (posthum veröffentlichte) Aphorismen-Sammlung Aufzeichnungen für Marie-Louise und widmete sie ihr. Ihr Bildnis von Canetti hängt in der National Portrait Gallery in London. Bei einer Reise nach Mexiko begegnete sie 1958 ihrem alten Kinderfreund, dem Surrealisten Wolfgang Paalen wieder, den sie vergeblich zu überzeugen versuchte, wieder nach Europa zurückzukehren. Paalen nahm sich 1959 das Leben.
Nach mehreren Einzelausstellungen in Europa wurde ihr 1966 in der Wiener Secession die erste große Einzelausstellung in ihrer ehemaligen Heimat gewidmet.
Marie-Louise Motesiczky starb am 10. Juni 1996 in London. Sie liegt auf dem Döblinger Friedhof begraben.
Zu ihrem hundertsten Geburtstag wurde ihr Werk in einer Wanderausstellung (Tate Liverpool, Museum Giersch Frankfurt, Wien Museum, Southampton City Art Gallery) gewürdigt, und der Österreichische Rundfunk produzierte ein umfangreiches TV-Porträt.
Im Jahr 2009 wurde in Wien-Floridsdorf (21. Bezirk) der Motesiczkyweg nach ihr benannt.

## Leistung
Marie-Louise Motesiczky war eine bislang wenig beachtete Künstlerin, die es sich leisten konnte, ohne Rücksicht auf den herrschenden Kunstmarkt für sich selbst tätig zu sein. Erst in jüngster Zeit begann man den Wert ihrer Malerei zu erkennen. Der Einfluss von Max Beckmann auf ihr Werk ist unübersehbar. Motesiczky blieb der gegenständlichen Malerei zeitlebens treu. Thematisch befasste sie sich hauptsächlich mit der Porträtmalerei, bei der besonders die Darstellungen ihrer alten Mutter beeindrucken, die den hinfälligen Menschen ohne Sentimentalität und ungeschönt, aber doch mit spürbarer Liebe präsentieren. Darüber hinaus schuf sie Bilder aus ihrem Garten, Landschaften und Stillleben. Anfangs durch ihren Lehrer Beckmann beeinflusst, entwickelte sie danach einen eigenen, auf die Sinnlichkeit der Farbe aufbauenden Stil.

## Zitat
“If you could only paint a single good picture in your lifetime, your life would be worthwhile.”

„Wenn man nur ein einziges gutes Bild malt,
solange man lebt, war es das ganze Leben wert.“

## Werke
- Kröpfelsteig in der Hinterbrühl, Öl auf Leinwand, 1927, (London, Marie-Louise von Motesiczky Charitable Trust)
- Bei der Schneiderin, Öl auf Leinwand, 1930, (Cambridge, Fitzwilliam Museum)
- Selbstporträt mit rotem Hut, 50,7 × 35,5 cm, Öl auf Leinwand, 1938, (London, Marie-Louise von Motesiczky Charitable Trust)
- Selbstporträt in Schwarz, 105,6 × 59 cm, Öl auf Leinwand, 1959, (London, Marie-Louise von Motesiczky Charitable Trust)
- Elias Canetti, 1960, Öl auf Leinwand, (Wien, Wien Museum)
- Mutter mit Stab, Öl auf Leinwand, 1977, (London, Hayward Gallery)
- Das Glashaus, 55,7 × 81,5 cm, Öl auf Leinwand, 1979, (London, Marie-Louise von Motesiczky Charitable Trust)
- Stilleben Vase mit Blumen, 61 × 45,7 cm, Öl auf Leinwand, 1996, (London, Marie-Louise von Motesiczky Charitable Trust)